# Rhaphiptera obtusipennis
Rhaphiptera obtusipennis es una especie de escarabajo longicornio del género Rhaphiptera, tribu Pteropliini, subfamilia Lamiinae. Fue descrita científicamente por Melzer en 1935.
La especie se mantiene activa durante los meses de octubre y noviembre.

## Descripción
Mide 11-20 milímetros de longitud.

## Distribución
Se distribuye por Brasil.